# Ninox superciliaris
Ninox superciliaris е вид птица от семейство Совови (Strigidae).

## Разпространение
Видът е разпространен в Мадагаскар.